# Burg Příběnice
Die Ruine der Burg Příběnice, auch Burg Pribenitz genannt, ist die Ruine einer Höhenburg auf dem Gemeindegebiet von Malšice im tschechischen Kreis Tábor, Land Jihočeský kraj, am linken Ufer der Lainsitz, etwa acht Kilometer südwestlich von Tábor. Auf dem gegenüberliegenden Ufer befand sich die kleinere Burg Příběničky.

## Geschichte
Das Gebiet um Příběnice war im 12. Jahrhundert im Besitz des böhmischen Adelsgeschlechts der Witigonen. Nach der Teilung der Besitzungen des 1194 verstorbenen Witiko von Prčice gelangte es an dessen Sohn Witiko von Prčice und Blankenberg, der den Familienzweig der Rosenberger begründete. Dessen Sohn Witiko führte als erster das Prädikat „von Příběnice“ (tschechisch: „z Příběnic“), weshalb er als der Erbauer der Burg Příběnice angenommen wird. 
Die Burg diente als Mittelpunkt der gleichnamigen Herrschaft. Sie sollte die Macht der Witigonen demonstrieren und deren Herrschaftsgebiet sichern. Nach Witikos Tod 1256 gelangte sie an dessen Bruder, den böhmischen Oberstmarschall und Landeshauptmann der Steiermark, Wok von Rosenberg, dem 1262 sein Sohn Heinrich I. von Rosenberg folgte. Während der Herrschaft von Heinrichs Sohn Peter I. von Rosenberg wurde die Burg erweitert und massiv befestigt. Unter Heinrich III. von Rosenberg, welcher der Herreneinheit (Panská jednota) angehörte, wurde König Wenzel IV. 1394 auf der Burg Příběnice gefangen gehalten, anschließend auf die Burg Krumlov und danach auf die oberösterreichische Burg Wildberg gebracht.
Da Ulrich II. von Rosenberg ein Gegner der Hussiten war, wurde die Burg am 13. November 1420 erobert und 1428 das unterhalb liegende Städtchen Příběnice von den Taboriten zerstört. 1421 hielten sie auf der Burg Příběnice Bohuslav von Schwanberg gefangen. Nach der Schlacht bei Lipan 1434 waren die Taboriten genötigt, dem zunehmenden Druck der Rosenberger nachzugeben. Im Juni 1437 kaufte Ulrich II. die Herrschaft Přiběnice der Stadt Tábor wieder ab und ließ die Burg Přiběnice sowie die Burg Přiběničky, die beiden Parteien als Zufluchtsort dienten, zerstören. 
1667 wurden Burg und Städtchen Příběnice in der Landtafel als wüst bezeichnet.

## Burganlage
Die Burg wurde auf einem Fels errichtet, der von der Lainsitz umflossen wird. Zur Burg gehörten eine Vorburg sowie Gräben und Wälle. Hinter dem noch teilweise erhaltenen achteckigen Turm befanden sich die Burghöfe. Die Burganlage, deren Grundriss noch erkennbar ist, bestand aus vier Teilen. Die Burgkapelle aus dem 14. Jahrhundert wurde zusammen mit der Burg 1437 zerstört.